# بنما في الألعاب الأولمبية
بنما في الألعاب الأولمبية تقوم اللجنة الأولمبية البنمية بالإشراف في شؤون مشاركة بنما في الألعاب الأولمبية، شاركت بنما أول مرة في الألعاب الأولمبية في دورة 1928 في أمستردام في هولندا، فازت بنما حتى الآن في مشوارها في الألعاب الأولمبية الصيفية بمجموع 3 ميداليات فقط في الألعاب الأولمبية الصيفية واحدة ذهبية و2 برونزية، وأكثر الرياضات التي تنافس فيها ألعاب القوى و كرة السلة و رفع الأثقال ورياضات أخرى.